# Aris Weluchiotis
Aris Weluchiotis (gr. Άρης Βελουχιώτης), wł. Atanasios Klaras (ur. 1905, zm. 1945) – grecki uczestnik antyhitlerowskiego ruchu oporu, jeden z twórców ELAS, działacz komunistyczny.
Pochodził z Lamii, z wykształcenia był agronomem. Do Komunistycznej Partii Grecji (KKE) wstąpił w wieku dziewiętnastu lat. W czasie dyktatury Metaksasa został aresztowany i zwolniony po podpisaniu deklaracji, iż publicznie wyrazi skruchę i potępienie wobec komunizmu i działań wywrotowych. Uczestniczył jeszcze w działalności partii, lecz odtąd traktowany był z rezerwą, jak wszystkie osoby, podpisujące analogiczne oświadczenia. Według niektórych historyków, deklarację tę podpisał z polecenia Komunistycznej Partii Grecji (KKE). W okresie pomiędzy zamachem stanu 1936 a okupacją Grecji w II wojnie światowej, stopniowo, praktyczne ustała działalność KKE, wobec wieloletniego uwięzienia ponad 2.000 jej członków i krwawych represji wobec strajkujących robotników.
Walczył w wojnie grecko-włoskiej lat 1940–1941. Powracając w stopniu kapitana artylerii, niezwłocznie podjął organizację ruchu oporu. Zebranie założycielskie nowej organizacji bojowej odbyło się 15 maja 1941, w Atenach, w azylu klasztoru Kesariani. Wraz z szybko postępującą odbudową KKE konspiratorzy zgłosili swój akces.
Na początku 1942 utworzył pierwszy oddział ELAS, stając na jego czele pod pseudonimem Aris Weluchiotis, ukutym od góry Weluchi i mitycznego boga wojny Aresa. W nocy z 25 na 26 listopada 1942 na czele swojego zgrupowania, razem z oddziałem zbrojnym organizacji EDES Napoleona Zerwasa i grupą komandosów brytyjskich przeprowadził jedną z najbardziej spektakularnych akcji ruchu oporu w okupowanej Europie – wysadzenie wiaduktu w Gorgopotamos. Stał się najsłynniejszym dowódcą ELAS, wprowadzając w całym ruchu wielką dyscyplinę. Zarzucano mu sadyzm wobec podwładnych (przy osobistej odwadze), a według innych źródeł okrucieństwo, jednak nigdy w stopniu wyższym, niż ten niezbędny do realizacji celów Uznawany był za protokapetaniosa ELAS. „Kapetanios” to w greckiej tradycji emocjonalny przywódca oddziału, „ojciec” partyzantów, niekoniecznie polityk, niekoniecznie dowódca ds taktyki wojskowej. Jako protokapetanios, uczestniczył w kierowaniu całym ruchem partyzanckim, obok dowódcy ds taktyki wojennej gen. Stefanosa Sarafisa, dowódcy partyzantów w Macedonii Markosa Wafiadisa i komisarza politycznego Jeorjosa Siandosa. Od wiosny 1944 walczył na Peloponezie z greckimi etnicznie, lecz hitlerowskimi ideowo Batalionami Bezpieczeństwa, uzbrajanymi przez Niemców, podlegających kolaboracyjnemu rządowi Grecji. Od jesieni 1944 uczestniczył w walkach i grupowych represjach ELAS przeciwko greckim hitlerowcom, m.in. dowodząc oddziałem zdobywającym ich garnizony w miastach Kalamata i Meligalas, na Peloponezie.
Jako kapetanios ELAS, Weluchiotis podkreślał wielopokoleniowy patriotyzm Hellenów, tradycję walk o wolność, potrzebę suwerenności Ojczyzny, sprawiedliwości społecznej i także, że lud winien stać się gospodarzem w swoim domu. Wyjaśniał: komuniści zmierzają w stronę komunizmu, który kiedyś nadejdzie. Jednak nie jest to system właściwy dla Grecji już na teraz. Obecnie należy wprowadzać rozwiązania demokratyczne. Propaganda ta okazywała się hipnotycznie atrakcyjna. Welouchiotis, podobnie jak drugi z komunistycznych dowódców ELAS Markos Wafiadis, znacznie wykraczali poza horyznoty myślowe większości działaczy KKE. Trzeci z trójki głównych dowódców ELAS, Stefanos Sarafis, był niekomunistą, wysoko ocenianym przez wszystkie strony, a przewodniczącym Komitetu Centralnego ELAS był gen. Neokosmos Grigoriadis – także niekomunista.
Przeciwnik porozumienia z Warkizy, do którego szczerości intencji, podobnie jak dla intencji Wielkiej Brytanii nie miał żadnego zaufania; był zdania, że tylko nieskładanie broni i gotowość do dalszej walki zbrojnej pozwolą na realizację statutowych celów ELAS. Nie zgodził się ze stanowiskiem przywódców KPG, którzy postanowili dążyć do zdobycia władzy drogą parlamentarną. Wraz z niewielkim oddziałem towarzyszy z ruchu oporu, odmówił ujawnienia się, pozostając w górach, gdy większa część dowództwa ELAS i działaczy EAM, początkowo korzystając z brytyjskiej ochrony, przeniosła się z miast zajmowanych na prowincji, do Aten. 17 czerwca 1945 został z tego powodu oskarżony o zdradę KKE. 18 czerwca partyjny organ prasowy „Rizospastis” informował o wydaleniu Weluchiotisa z szeregów KPG. 18 czerwca 1945 w pobliżu wsi Mesunda, wskutek czyjejś zdrady, jego siły zostały zaatakowane przez oddział Gwardii Narodowej. Najprawdopodobniej popełnił wówczas samobójstwo, chociaż istnieje również wersja, by został zdradzony i zabity z powodu przeciwstawienia się oficjalnemu stanowisku partii. Głowy jego i jego adiutanta zostały na okres wielu dni wystawione na rynku w wojewódzkim mieście Trikala, do niedawna jeszcze goszczącym siedzibę naczelnego dowództwa ELAS.